# Rodinný dům Ivana Matušíka
Rodinný dům architekta Ivana Matušíka je dům v Bratislavě podle návrhu slovenského architekta Ivana Matušíka. Je postaven na trojúhelníkové parcele v nároží ulic Bukové a Nad lomem, pod bratislavským Bôrikom. V současnosti je také architektovým pracovištěm. Z ulice ho zakrývají popínavé rostliny, které se táhnou podél oplocení pozemku.

## Dispoziční řešení
Architekt tento rodinný dům založil na pravidelném čtvercovém půdorysu s vnějšími rozměry 10,80 x 10,80 m. Dispoziční řešení vychází z klasického dělení čtverce na devět stejných částí s modulem 1,2 m. Stejně jako se Le Corbusier odkazoval na své "traces regulateurs" (usměrňující čáry), se i Ivan Matušík drží své geometrické osnovy. A stejně jako u Le Corbusiera je i u Matušík výtvarná výpověď "... racionalizovaná sítí ... čar, které se stávají formálním vodítkem, pronikajícím celým ... dílem".
Matušíkův dům můžeme považovat za koncentrát zkušeností moderny.[zdroj?]
Dům je třípodlažní (suterén, přízemí, patro). Jednotlivá podlaží jsou dělány jako autonomní dispoziční jednotky. Ve středu je pevné jádro, po obvodu volná dispozice o světlosti 3,30 m. Dům v sobě nese prostorovou dualitu. Zatímco dispozice je přísně soustředěna kolem pevného jádra, jeho funkce mají odstředivou tendenci. Hlavně horní patro má všechny znaky corbusierovského volného půdorysu. Prostor po obvodu jádra člení jen jednotlivé funkce. Tento dům nemá žádné dveře a příčky kromě hygienického zařízení a spíže.

## Střecha
Střecha domu naplňuje jeden z pěti Le Corbusierových bodů nové architektury. Je konkávní a dešťovou vodu odvádí směrem dovnitř - nad domem vytváří jakýsi opačně obrácený "rozevřený deštník" (tak ji nazval sám autor). Od obvodových zdí je odsazená průběžným pásovým oknem, to má roli tradiční římsy. Architekt zde naplno využil holé cihelné zdivo, které je charakteristické pro jeho začátky tvorby a v zlomku se objevuje i v několika pozdějších dílech. Použije se stejně v exteriéru i v interiéru.

## Umístění ateliéru
Ateliér I. Matušíka v rámci domu neměl své stálé místo. Sídlil v suterénu, v místnosti s velkorysým střešním světlíkem. Později zabíral část volné dispozice na druhém podlaží, měl tam podobnou atmosféru jako jeho pracoviště na ŠPÚO v Apponiho paláci. V současnosti je opět v suterénu. Pohyb jeho pracoviště se stává úžasnou ilustrací fungování volného půdorysu.

## Materiál
Vedle prostorovém konceptu je nejpodstatnějším znakem domu jeho monomateriálovost. Architekt zde naplno využil materiál, který je charakteristický pro jeho rané práce a v zlomku se objevuje i v několika pozdějších dílech - režné cihelné zdivo. Materiál bezprostředně svázaný s evropskou modernou. Jako důvod proč se přiklonil k režnému zdivu uvádí svou cestu do severní Evropy, nepopírá vliv Karfíkovy moderny, bratislavské architektury Balana a Grossmanna atd. U Matušíka není cihla přítomna pouze na vnější fasádě, ale stejně je přítomna i v interiéru. Na stěnách, podlahách v podobě keramické dlažby stejného rozměru i na keramickém obkladu hygienických zařizovacích prvků.
Před pocitem stylově dokonalého uměleckého díla, chrání dům svobodné vrstvení historických a uměleckých artefaktů i běžných předmětů denní potřeby. Toto brání domu, aby se stal dokonalým architektonickým manifestem, který je vždy trochu těžko obyvatelný.